# Mord in bester Gesellschaft: Bitteres Erbe
Bitteres Erbe ist ein deutscher Fernsehfilm von Peter Stauch nach einem Drehbuch von Rainer Berg und Jens Jendrich aus dem Jahr 2015. Es handelt sich um die vierzehnte Episode der Kriminalfilmreihe Mord in bester Gesellschaft mit Fritz Wepper als Psychiater Wendelin Winter in der Hauptrolle und Weppers Tochter Sophie, die auch im Film seine Tochter spielt. Wayne Carpendale ist in der Rolle des ermittelnden Kommissars besetzt. Die Haupt-Gaststars dieser Folge sind Sinja Dieks, Jacob Matschenz, Charlotte Schwab und Bernd Tauber.
In dieser Folge sind „Dr. Wendelin Winters psychologische Erfahrung und sein untrüglicher Instinkt einmal mehr der Schlüssel für einen schwierigen Fall. Während die Hauptverdächtige selbst ohne Erinnerung ist, kann Winter durch die genaue Beobachtung seiner labilen Patientin deren Unschuld beweisen. Sinja Dieks verkörpert die tablettensüchtige Tochter des Ermordeten mit einer Mischung aus zarter Verletzlichkeit und Eiseskälte.“

## Handlung
Der Psychotherapeut Dr. Wendelin Winter sitzt mit Sabine Karmann gerade beim Essen in einem noblen Restaurant, als seine Tochter Alexandra erscheint und meint, das sei ein Notfall. Ein junger Mann sei bei ihr aufgetaucht, der befürchte, dass seine Freundin sich das Leben nehmen wolle. Er wende sich an ihren Vater, weil er seinerzeit Annas Mutter behandelt habe. Bei der jungen Frau handelt es sich um Anna Eichner. Am nächsten Morgen wird der Tod von Dr. Bernhard Eichner, geboren 1950, verwitwet, eine Tochter, Anna 28, gemeldet. Er wurde am Morgen bei deren Dienstantritt von seiner Haushälterin Karin Sulzer gefunden. Von fünf abgegebenen Schüssen, Kaliber 9, gingen drei Schüsse daneben, zwei trafen den Unternehmer. 
Winters Gedanken gehen zurück zum Fall von Eichners Frau Veronika, die vor einigen Jahren in seiner Behandlung war. Damals erklärte ihm Bernhard Eichner, dass er die Behandlung seiner Frau für beendet erachte, da sie sowieso nichts bringe. Indes nimmt Kriminalhauptkommissar Donald Becker die Ermittlungen im Todesfall Eichner auf. In einem Gespräch mit Herbert Kaspari, der die Firma Technical Solutions nach seiner Aussage gemeinsam mit Bernhard Eichner geführt hat, muss dieser zugeben, dass Eichner allerdings Alleininhaber der Firma war.
Winter, der am Abend zuvor ein Gespräch mit Anna Eichner geführt und die Pistole, die sie in ihrer Handtasche vorgefunden hatte, an sich genommen hat, will von ihr wissen, wie diese Waffe dorthin gekommen sei. Auf die Eröffnung, dass ihr Vater erschossen worden ist, hat Anna gleichgültig und emotionslos reagiert. Sie habe kaum Kontakt mit ihm gehabt, er habe sich mehr für die Firma interessiert als für seine Familie, erläutert sie. Laut Aussage ihres Freundes Oliver Kaspari, des Sohns von Herbert Kaspari, hat sie ihrem Vater auch nie verziehen, dass er ihre Mutter Veronika in eine Nervenheilanstalt hat einweisen lassen, wo sie Suizid beging.
Oliver Kaspari meint zu Anna, er habe sie gestern mit der Pistole gesehen, egal was sie getan habe, man könne sie nicht ewig einsparen. „Geht’s noch?“, entgegnet Anna entgeistert, nachdem sie ihn zuvor gebeten hatte, sie allein zu lassen. Seltsam ist auch, dass Olivers Vater, der gerade bei Anna wegen einiger Unterschriften war, seinem Sohn beim Abschied zuraunte, er solle dafür sorgen, dass Anna in der Spur bleibe.
Man vernimmt Kurt Rispinger, der zwölf Jahre der persönliche Fahrer von Dr. Eichner war. Vor acht Wochen hatte Eichner ihm fristlos gekündigt. Wie es der Zufall will, sieht Winter, der Sabine Karmann – sie ist die zuständige Staatsanwältin in diesem Fall – zum Essen abholen will, Rispinger auf dem Flur des Gerichtsgebäudes. Er erzählt Karmann, dass er Rispinger am Vortag auf dem Grundstück Eichners gesehen habe. Dieser gibt in einer Vernehmung auch zu, den Safe Eichners leergeräumt zu haben, das Geld habe ihm auch zugestanden. Eichner sei ihm völlig egal gewesen. Wenn er ihn erschossen hätte, hätte er nur einen Schuss gebraucht, antwortet er auf die entsprechende Feststellung von Kommissar Becker.
Als Winter mit Annas spricht, fallen ihm merkwürdige Gemeinsamkeiten auf. Anna nimmt stark wirkende Psychopharmaka, ähnlich wie schon ihre Mutter. Winter glaubt, dass diese ursächlich dafür sind, dass Anna sich an vieles, was gerade erst geschehen ist, nicht erinnern kann. Sie erzählt Winter auch mit fast denselben Worten Begebenheiten, die auch ihre Mutter so geschildert hatte. Winter klärt Anna über die Wirkung der Tabletten auf, die inzwischen wegen ungeheurer Nebenwirkungen vom Markt genommen worden seien. Anna beharrt jedoch darauf, dass diese Tabletten ihrer Mutter seinerzeit geholfen hätten, sonst hätte sie wahrscheinlich gar nicht so lange durchgehalten. Dann stellt Anna die Frage, die Winter sich auch immer wieder selbst stellt, warum habe er ihrer Mutter nicht geholfen. Tags darauf begleitet Winter Anna zum Haus am See, ein Hochzeitsgeschenk ihres Vaters an ihre Mutter. Dort sei sie bis zu dem Zeitpunkt immer glücklich gewesen, als ihre Mutter sich dort das Leben genommen habe.
Zusammen mit Anna bringt Winter die Waffe, die er an sich genommen hatte, zu Kommissar Becker und erzählt eine Geschichte, die Becker ihm allerdings nicht abnimmt. Wie vermutet, stellt sich heraus, dass es die Tatwaffe ist. Kommissar Becker vernimmt daraufhin Oliver Kaspari. In die Enge getrieben, erzählt dieser auf einmal eine ganz andere Geschichte und behauptet, zum Tatzeitpunkt nicht mit Anna zusammen gewesen zu sein, wie er es zuvor behauptet hatte. Daraufhin kommt Anna in Untersuchungshaft. Alexandra Winter hat inzwischen herausgefunden, dass Eichners Firma in erheblichen finanziellen Schwierigkeiten steckt und es zwischen ihm und Kaspari deswegen zu Streitigkeiten gekommen war. Winter kann die Staatsanwältin davon überzeugen, dass Anna unmöglich die Täterin sein kann, da sie an Achluophobie, der Angst vor Dunkelheit, leidet und der Täter sich im Dunklen aufgehalten haben muss.
Inzwischen hat Oliver Kaspari Anna nach ihrer Haftentlassung mit der Bemerkung, er wisse, wer ihren Vater getötet hat, dazu gebracht, zu ihm ins Auto zu steigen. Nach kurzer Fahrt schlägt er sie nieder und sperrt sie in den Kofferraum des Fahrzeugs. Dann fasst er eine Handynachricht ab: „An alle, die mich kennen… Ich musste meinen Vater töten, das war ich mir und meiner Mutter schuldig. Er hat es nicht anders verdient… jetzt gibt es für mich nur einen Weg. Ich folge meiner Mutter. Anna.“ Auch Alexandra Winter erhält diese Nachricht und benachrichtigt sofort ihren Vater. Am Haus am See angekommen erzählt Oliver Anna, dass er ihren Vater erschossen habe, weil dieser ihn verhöhnt und nicht in seiner Familie hätte haben wollen. Er habe darauf spekuliert, dass Anna ihn gebraucht hätte, wenn sie für den Mord an ihrem Vater eingesperrt worden wäre. Wenn er sie nicht haben könne, dann solle sie niemand haben. Als er Anna im See versenken will, kann sie ihn in einem günstigen Moment hineinstoßen und läuft direkt dem inzwischen eingetroffenen Winter in die Arme. Oliver gibt jedoch nicht auf. Als erstes sorgt er dafür, dass das Licht im Haus erlischt. Mit großer Mühe gelingt es Winter, Anna davon abzubringen, nach draußen zu laufen. Inzwischen ist auch Alexandra am Haus und läuft Oliver in die Arme, der sie erwürgen will. Es gelingt Winter, Oliver von hinten niederzuschlagen. Die von ihm benachrichtigte Polizei unter Leitung von Kommissar Becker nimmt Kaspari fest. Anna erklärt Winter, er habe die Wette gewonnen, er habe ihr helfen können und bekommt zur Antwort: „Ich habe noch etwas gutmachen müssen.“

## Produktion

### Produktionsnotizen
Für Bitteres Erbe wurde vom 12. März bis zum 11. April 2015 an Schauplätzen in München und Umgebung gedreht. Die Aufnahmeleitung lag bei Leo Süßmeir, die Produktionsleitung bei Steffen Malzacher und die Herstellungsleitung bei Alfred Strobl und für die ARD Degeto bei Kirsten Frehse. Es handelt sich  um eine Produktion der Tivoli Film Produktion GmbH im Auftrag der ARD Degeto für das Erste.

### Soundtrack
- Gimme Shelter von Paul Brady & The Forest Rangers
- Sweet Dreams von Marilyn Manson
- Wonderwall von Ryan Adams

### Veröffentlichung
Die Erstausstrahlung des Films fand am Donnerstag, dem 10. Dezember 2015, im Programm der ARD Das Erste statt.
Am 28. August 2020 erschienen alle 15 Folgen auf DVD, herausgegeben von Bluray/Dvd (Mcp Sound & Media).

## Rezeption

### Einschaltquote
Dem Film folgten bei seiner Erstausstrahlung 3,83 Millionen Zuschauer. Der Marktanteil lag bei 12,2 Prozent.

### Kritik
Die Kritiker der Fernsehzeitschrift TV Spielfilm gaben dem Film  für Humor, Action und Spannung je einen von drei möglichen Punkten sowie eine mittlere Wertung, Daumen zur Seite, und stellten fest: „In seinem 14. Auftritt als Wendelin Winter reißt Fritz Wepper keine Bäume mehr aus. Der Film beginnt schnurrig, macht am Ende auf Psychothriller, bleibt dabei aber stets auf Vorabendniveau. Lahme Sprüche wie ‚Sie müssen lernen, Ihr inneres Licht anzuschalten‘ gehen eigentlich nur noch als Selbstparodie durch.“ Fazit: „Eine Reihe nähert sich dem Verfallsdatum.“
Tilmann P. Gangloff gab dem Film auf der Seite tittelbach.tv vier von sechs möglichen Sternen und fasste zusammen: „Auch die 14. Episode hält das Versprechen, dass die Verantwortlichen vor zwei Jahren mit der neuen Ausrichtung von ‚Mord in bester Gesellschaft‘ gegeben haben: Der Film über die Suche nach dem Mörder eines Unternehmers ist stellenweise spannend wie ein Thriller und dank eines reizvollen Farbkonzepts ein ästhetischer Genuss. Da stört es kaum, dass bei ‚Bitteres Erbe‘ alte Krimihasen früh erahnen, wer tatsächlich hinter der Tat steckt.“ Es sei „erstaunlich, wie konsequent die Produzenten diese anfangs kaum der Rede werte Reihe mit Fritz Wepper als Psychotherapeut Wendelin Winter neu erfunden“ hätten. Im Vergleich zu den Anfangsfilmen sei die Reihe „dank guter Drehbücher und professioneller Inszenierungen zu einer guten ARD-Krimireihe geworden“. ‚Bitteres Erbe‘ „bestätig[e] diese Entwicklung“. Ein „ästhetischer Genuss“ sei auch „die Bildgestaltung, weil der Regisseur und sein Kameramann Felix Poplawsky im Zusammenspiel mit Kostüm und Ausstattung einem klaren Farbkonzept“ folge. Gangloff lobte Sinja Dieks, die die verängstigte junge Frau „sehr glaubwürdig“ verkörpere. „Wichtig für die durchgehend hohe Spannung des Films“ sei auch „die vielgestaltige Musik“.
Frank Jürgens teilte diese sehr positive Bewertung des Films in der Neuen Osnabrücker Zeitung nicht und schrieb, ‚Bitteres Erbe‘ aus „der beliebten Reihe ‚Mord in bester Gesellschaft‘“ fange zwar „ziemlich gruselig an, verlier[e] sich aber schnell im üblichen Einerlei dieser Krimi-Hausmannskost“. Doch alle Verflechtungen könnten „der reißbrettartig konstruieren Mördersuche kaum Tiefe verleihen“.
Der Filmdienst sah das ähnlich und formulierte: „Konventioneller (Fernsehserien-)Krimi, der allenfalls von seiner illustren Besetzung zehrt. – Ab 14.“
Ulrich Feld kam in der Frankfurter Neuen Presse zu dem Ergebnis, es sei „schon erstaunlich, wie wenig der Streifen aus seiner doch recht passablen Grundidee“ mache. Die schwer gefährdete Anna „rührt den Zuschauer“, Sinja Dieks mache „ihre Sache sehr gut und sowohl Anna als auch ihr Freund – der nicht arbeitet und herzlich wenig Ahnung von der Firma hat, die sein Vater mit gegründet hat – [seien] glaubwürdig angelegt“. Das gelte auch „für die üblichen falschen Verdächtigen“. Dazu habe „die Geschichte einen gut gefilmten Einstieg“ und komme „ziemlich schnell mit ihrem Thema auf den Punkt“. Insoweit sei „alles in Ordnung“. Es gebe aber ein Aber, „wenn, ja wenn die Geschichte nicht über weite Strecken gar so konventionell abgefilmt worden wäre“. Von der „Inszenierung her“ komme ‚Bitteres Erbe‘ „kaum über Vorabend-Niveau hinaus“. Dazu nervten die „manchmal sehr gestelzten Dialoge“. „Speziell“ diese „dürften auch für die abgesehen von Sinja Dieks eher durchschnittlichen Leistungen der Darsteller verantwortlich sein“. „Alles in allem“ sei dies „dennoch ein halbwegs unterhaltsamer, aber doch eher müder Beitrag“.